# Список национальных парков Аризоны
Список национальных парков Аризоны — перечисление и описание национальных парков лежащих в границах штата Аризона. На сегодня в штате находятся 3 парка, один из которых, Гранд-Каньон, который также является старейшим парком Аризоны (дата основания — 1919 год), является объектом Всемирного наследия ЮНЕСКО.

## Национальные парки
| Название         | Оригинальное название          | Площадь, км² | Посещаемость, чел. | Год получения статуса | Изображение |
| ---------------- | ------------------------------ | ------------ | ------------------ | --------------------- | ----------- |
| Гранд-Каньон     | Grand Canyon National Park     | 4 926,6      | 4 279 439 (2006)   | 1919                  |             |
| Петрифайд-Форест | Petrified Forest National Park | 885          | 600 000            | 1962                  |             |
| Сагуаро          | Saguaro National Park          | 370          | 619 983 (2006)     | 1994                  |             |